# رعاية منزلية
الرعاية المنزلية أو الرعاية داخل المنزل هي الرعاية المساندة التي تتوفر في المنازل. قد تكون الرعاية موفرة من قبل ممارسين صحيين الذين يوفرون الرعاية الصحية أو من قبل مقدمي الرعاية الذين رعاية يومية ويتأكدون من مداومة النشاطات اليومية. الرعاية المنزلية تسمى في معظم الأحيان «الرعاية الصحية المنزلية» أو الرعاية الأساسية. يستخدم مصطلح الرعاية الصحية المنزلية غالباً للفصل بين الرعاية الغير طبية والرعاية الكفيلة والرعاية الخاصة التي تكون من أشخاص من غير الممرضين أو الأطباء أو من الأشخاص المرخصين طبياً.
خدمات الرعاية المنزلية تساعد البالغين وكبار السن والأطفال في فترة شفائهم بعد الخروج من المستشفى أو لاحتياجهم للمساعدة الإضافية لضمان سلامتهم في المنزل ولتفادي الإقامة الغير ضرورية في المستشفيات.
تتكون الرعاية المنزلية معظمها من موظفين غير طبيين مرخصين وغير مرخصين يساعدون المريضمقدم رعاية هنالك أيضاً موظفون غير مرخصين يساعدون الأفراد في المهام اليومية مثل الأكل والإستحمام وتنظيف المنزل وتحضير الوجبات. مقدمون الرعاية يعملون على تحقيق احتياجات الأفراد المحتاجين وهذه الرعاية تساعدهم على البقاء في منازلهم وليس في المنشآت الصحية. الرعاية المنزلية الغير طبية تُدفع من قبل الفرد المحتاج أو أحداً من أقاربه. مصطلح «الواجبات الخاصة» يرجع إلى طبيعة الدفع المالي الخاص الذي يُقدم لهذه الخدمات بعكس الرعاية الصحية التي تكون مدعومة من الحكومة أو من التأمين. هذه الاختلافات التقليدية في الرعاية المنزلية بدأت بالتغير مع ارتفاع متوسط أعمار سكان العالم، لذلك فإذن الأفراد يفضلون الاستقلال ويستخدمون هذه الخدمات للمحافظة على أساليب حياتهم. الجهات الحكومية وشركات التأمين بدأت بدعم هذه الخدمات بدلاً من مرافق الرعاية الصحية لأنها تكون أقل تكلفة على الأمد الطويل.

## الولايات المتحدة الأمريكية

### المتخصصون في تقديم الرعاية
التخصصات التي تتعلق بالرعاية المنزلية تتضمن الممرضات المرخصين ‏ و الممرضات المسجلينوالمساعدات الصحية المنزلية، ل متخصصين في العلاج الطبيعي، لم تخصصين بالعلاج الوظيفي، ولعمال المتخصصين في الاجتماع. خدمات إعادة التاهيل تقدم من خلال المتخصصين في العلاج الطبيعي والعلاج الوظيفي والمتخصصين في علم الأمراض المتعلقة بالنطق والسمع، وخبراء التغذية. الخبراء يمكنهم العمل كممارسين مستقلين أو جزء من منظمة كبيرة أو جزء من فرع.
مساعدات الممرضات المرخصات ومقدمي الرعاية متدربون على تقديم الرعاية الغير طبية أو الغير احتجازية مثل مساعدة المرضى على اللبس والقيام والذهاب إلى السرير، واستخدام الحمام. ومن الممكن أيضاً أن يعدون الوجبات ومرافقة المريض إلى الزيارات الطبية والذهاب إلى البقالة والقيام بالعديد من المهام.

### المفهوم
يستخدم مصطلح "الرعاية المنزلية" و"الرعاية داخل المنزل" بشكل متبادل في الولايات المتحدة الأمريكية وتعني أي نوع من الرعاية المقدمة للشخص في منزله. هذه المصطلحات تبادلت في الماضي على مقدمين الرعاية من دون أن يكون الاهتمام إذا كان لديهم القدرات المطلوبة لذلك. ولكن بدأت مؤخرا حركة للتفريق بين مقدمين الرعاية داخل المنزل" التي تكون باستخدام ممرضات مرخصات (عادة مقدمة من وكالة الصحة المنزلية) ومقدمين "الرعاية المنزلية" (عادة مقدمة من وكالة الصحة المنزلية أو المساعدة الصحية المنزلية المسقلة) بمعنى الرعاية الغير طبية.
تهدف الرعاية المنزلية إلى جعلها ممكنة للناس للجلوس في المنزل بدلا من استخدام السكن لمدة طويلة أو مؤسسات الرعاية الصحية. مقدمون الرعاية يقدمون الخدمات للمرضى في منزلهم الخاص. هذه الخدمات ممكن ان تكون مجموعة من خدمات الرعاية الصحية المهنية وخدمات المساعدة في الحياة. الخدمات الصحية المنزلية المهنية من الممكن أن تتضمن تقييم صحي أو نفسي والرعاية بالجروح وتعليم الأدوية والتحكم بالألم والتعليم بالمرض والتحكم به والعلاج الطبيعي وعلاج النطق أو العلاج المهني. خدمات المساعدة الحياتية تتضمن المساعدة في المهام اليومية مثل إعداد الوجبات والتذكير بالعلاج والغسيل والتدبير المنزلي الخفيف والمهام والتسوق والمواصلات والرفقة. الرعاية المنزلية عادة جزء لا يتجزأ من فترة النقاهة بعد المعالجة وخاصة في الأسابيع الأولى عندما يكون المريض بحاجة إلى المساعدة اليومية الطبيعية.
- النشاطات اليومية: تشير إلى نشاطات مثل الاستحمام واللبس والتحويل واستخدام الحمام والأكل والمشي التي تعكس سعة المريض للرعاية بنفسه.
- النشاطات اليومية المفيدة: تشير إلى المهام اليومية التي تتضمن الأعمال المنزلية الخفيفة وإعداد الوجبات وأخذ الأدوية والتسوق باستخدام الهاتف وإدارة المال الذي يساعد المريض عَلى العيش بمفرده في المجتمع.

مع أن هناك اختلافات في المصطلحات المستخدمة لوصف الرعاية بالمنزل أو الرعاية الطبيّة المنزلية في الولايات المتحدة الأمريكية ومختلف المناطق حول العالم، ولكن الوصف متشابه لمعظم الأجزاء.
تشير التقديرات في الولايات المتحدة الامريكية إلى أن معظم الرعاية المنزلية غير رسمية مع العائلة والاصدقاء وهي التي توفر الكمية الجوهرية من الرعاية. متخصصون الرعاية الصحية في معظم الأحيان مرتبطون مع الممرضون ومتخصصو العلاج الطبيعي والمساعدات الطبية المنزلية في الرعاية الرسمية. يتضمن مقدمون الرعاية الآخرين من معالجين الجهاز التنفسي والعلاج الوظيفي ومعالجين الصحة النفسية. الرعاية الصحية المنزلية عادة يتم دفعها عن طريق المساعدة الطبية للفقراء أو الرعاية الطبية أو التأمين طويل المدى أو موارد المريض الذاتية

### تطبيقات الصحة المنزلية
تطبيقات الرعاية بالصحة المنزلية أو تطبيقات الرعاية المنزلية تندرج تحت التصنيف الشامل للتقنية المعلوماتية للرعاية الصحية. التقنية المعلوماتية للرعاية المنزلية هي «تطبيقات لمعالجة المعلومات وتتضمن الأجزاء الميكانيكية والإلكترونية وبرمجيات نظام الحاسوب التي تقوم بتخزين واسترجاع ومشاركة المعلومات المدخلة واستخدام معلومات الرعاية الصحية والمعرفة للتواصل واتخاذ القرارات.»

### مؤهلات مقدمي الرعاية
يحدد المتطلبات قسم الصحة الخاص بكل ولاية. يتم اختبار المرشحين لتقديم الرعاية ليصبحوا نظاميا مؤهلين لمسمى "مساعد ممرض". وتتضمن المتطلبات الأخرى في الولايات المتحدة الأمريكية معرفة المعلومات العامة عن المتقدمين والتحقق من خلفيتهم وسلامتهم من تعاطي المخدرات.

### الترخيص المتعلق بكل ولاية
كالفورنيا لا تمنح تصريح للخدمات الغير الصحية، ولذلك لا توجد متطلبات للقبول.
وكالات الخدمات الكاملة يقومون بالتحقق من خلفية المتقدمين للعمل متضمنة خلفيتهم الإجرامية. بالإضافة إلى ما سبق، تقوم مكاتب الوساطة بتدريب لمراقبة والإشراف على العاملين في تقديم الرعاية المنزلية للعملاء.
تمنح كاليفورنا تصريح للشركيات الخاصة بالرعاية المنزلية بإدارة منظمة كاليفورنيا للصحة المنزلية.
تمنح ولاية فلوريدا ترخيص بناء على مستويات متعددة والتي لها علاقة بالخدمات المقدمة. تقدم وكالات المعاونة المنزلية المساعدة لمقدمي الرعاية المنزلية، على الرغم من أن خدمات التمريض والمعاونة على النشاطات اليومية توفر من قبل وكالات الصحة المنزلية أو مؤسسات التمريض.

### التعويضات
التعويضات تختلف حسب الانضباط، لكن إحصائات دائرة العمل الرسمية تقدر أن في عام 2012 أجر ساعات العمل لمقدمين الرعاية المنزلية تساوي 10.01 دولار لكل ساعة مع متوسط أجر سنوي يقدر بحوالي 20.820 دولار.

#### قانون قسم العمل
نشر قانون من قبل قسم العمل بعنوان «تطبيقات معاير العمل العادل للخدمات الخاصة» وتم تطبيقه في الأول من يناير في عام 2015، وتم كتابته لمراجعة «تعريف ' الخدمات المرافقة ' للتوضيح والحد من المهام التي تندرج تحت المصطلح؛ بالاضافه لعاملين الطرف الثالث مثل وكالات الرعاية المنزلية الذين لن يستطيعوا إدعاء كلاً من الاعفاء [ من قوانين ساعات العمل الاضافية والأجور المنخفضة]. وأهم تاثير للقانون الأخير سيكون أن عدداً أكبر من العاملين في الخدمات الخاصة محميين من الأجور المنخفضة وساعات العمل الاضافية وأحكام الاحتفاظ بالتسجيلات لمعاير العمل العادلة.» على الرغم من ذلك، منظمة الرعاية المنزلية الأمريكية والمنظمة المحلية للرعاية المنزلية رفعا قضية ضد قسم العمل بخصوص القانون الذي يتم العمل به من قبل المحكمة الفيدرالية. بعد ذلك تم مناشدة قسم العمل. أُيِد القانون في أغسطس 2015 من قبل محكمة الولايات الأمريكية للمناشده لدائرة مقاطعة كولومبيا ‏

### إحصائيات على المستهلكين

#### الأجور
دفعت 710,000 من قبل الرعاية الصحية (تعتبر الرعاية الصحية غالبا المصدر الرئيسي للدفع), إذا كان هذا هو الحامل الأساسي مابين نوعين من الضمان (مثل الرعاية الصحية والمساعدة الصحية). أيضا إذا كان المريض يمتلك رعاية صحية ولديه احتياج لزيارة ممرض ذو مؤهلات عالية، قضية المريض غالبا تصدر فواتيرها من قبل الرعاية الصحية.
 235,000 دفعت من قبل الضمان الخاص أو شخصه/عائلته، الضمان الخاص يشمل إدارة المحاربين القدامى وبعض المخططات الصحية أو الضمان الخاص للعاملين في الحديد والمحطات.

## الهند

### متخصصي تقديم الرعاية
يوجد متخصصون وشركات منظمة تقدم خدمات الرعاية الصحية المنزلية.

## اعتماد البحث والبرنامج
اكتشف لوتس شيو ولي أن التمريض المنزلي يناسب المرضى ذوي الأمراض الخطيرة أكثر من المرضى ذوي الحالات الغير حرجة. وذكر مودين وفرهوف بأن دور الأطباء أهم من دور الممرضين، وموظفي الرعاية. ومن وجهة نظر وبائية، فإن مخاطر الأمراض المعدية المكتسبة من التمريض المنزلي أعلى من ممرضي المرضى الداخليين والرعاية المنزلية. ومن ناحية الأنفاق المالي، فإن التمريض المنزلي أكثر فعالية من تمريض المرضى الداخليين والرعاية المنزلية. زوايا جودة التمريض المنزلي تمت مراجعتها من قبل ريشيو. يدرسون كرستنسن وجرونفال التحديات والفرص التي تقدمها الاتصالات التقنية. مع أن الموظفين الصحيين يوفرون الرعاية للأشخاص الناضجين وأفراد العائلة والموظفين الصحيين يؤيدون التقدير نحو الجهد المتبادل.